# Orizzonti di fuoco
Orizzonti di fuoco (The Devil's in Love) è un film del 1933 diretto da William Dieterle. È interpretato da Victor Jory e da Loretta Young.

## Produzione
Il film fu prodotto dalla Fox Film Corporation.

## Distribuzione
Distribuito dalla Fox Film Corporation, il film uscì nelle sale cinematografiche USA il  21 luglio 1933.